# Mandarin (seriefigur)
Mandarin är en superskurk och Iron Mans (Järnmannens) ärkefiende i Marvel Comics universum. Figuren skapades av Stan Lee och tecknaren Don Heck, och hade sin första medverkan i Tales of Suspense #50 (1964).
I andra medier har Mandarinen dykt upp i olika former av animerade serier och datorspel.
Figuren blev år 2009 listad som #81 i IGN:s lista över de 100 bästa serietidningsskurkarna genom tiderna.

## Fiktiv biografi
Det har nämnts att figuren föddes i Kina, innan den kommunistiska revolutionen ägde rum, till en rik kinesisk far och en engelsk aristokratisk mor. Båda föräldrarna dog när han var mycket ung. Han kännetecknas som mycket storhetsvansinnig, som försöker erövra världen vid flera tillfällen, men samtidigt har en stark känsla för heder.
Mandarinen framställs som en genial vetenskapsman och nästan övermänskligt skicklig kampsportsutövare. Men hans primära kraftkällor är tio kraftringar som han erhållit från en utomjordisk teknologi från ett kraschat rymdskepp. Varje ring har en unik kraft och bärs på ett särskilt finger.